# Ilha Nelson
A Ilha Nelson (de nomes históricos Ilha Leipzig, Ilha de O'Cain e Ilha Strachans) é uma ilha de 12 milhas (19 km) de extensão e 7 milhas (11 km) de largura, situada a sudoeste da Ilha do Rei George nas Ilhas Shetland do Sul, Antártica. A Ilha Nelson é localizada em 62° 18′ S, 59° 03′ O. O nome "Ilha Nelson" remonta a pelo menos 1821 e está agora estabelecido por uso internacional.
A estação polar de Eco-Nelson (tcheca)  está localizada na Ilha Nelson.